# Ala
Ala, Ale, Ani, Ana, boginja mati in boginja zemlje pri Ibojih v Nigeriji, Čhukujeva žena. Predstavlja tako plodnost kot smrt, je vladarica sveta in kraljica podzemlja. Upodobljena je kot mati z otrokom.